# فرودگاه سامر بیور
فرودگاه سامر بیور (به انگلیسی: Summer Beaver Airport) یک فرودگاه همگانی با کد یاتا SUR است که یک باند فرود شن دارد و طول باند آن ۱۰۷۰ متر است. این فرودگاه در کشور کانادا قرار دارد و در ارتفاع ۲۵۳ متری از سطح دریا واقع شده است.